# Дунайський експрес
«Дунайський експрес» — регіональний дизель-поїзд №802-804 сполученням Ізмаїл — Одеса-Головна. Рейси виконуються складом ДПКр-3. 

## Історія
За ініціативи Юрія Дмитровича Дімчогло за проектом редактора видання «Пасажирський Транспорт» Олександра Вельможка, та за спільною домовленістю дирекції Регіональна філія «Одеська залізниця» із керівництвом Одеської облдержадміністрації (Гриневецький Сергій Рафаїлович) з 20 листопада 2021 року експрес вирушив у свій перший рейс у складі ДПКр-3-003.
Розклад спочатку був незручним для пасажирів відправленням о 19:50 з Одеса-Головна та прибуттям до Ізмаїлу о 00:32. У зворотньому напрямку 01:29 та прибуттям до Одеса-Головна о 06:11, час у дорозі 4:42 хв.
З 27 листопада 2021 року ДПКр-3-003 був замінений на ДПКр-3-004.
З 3 грудня 2021 року відбулась зміна розкладу зі скасуванням зупинки на станції Котлабух. Час у дорозі скоротився на 30 хв до 4:12 хв. 
Для виконання технічного обслуговування скасовується приміський поїзд № 7002/7001 сполученням Одеса-Головна — Ізмаїл 11 грудня 2021 та приміський поїзд № 7004/7003 сполученням Ізмаїл — Одеса-Головна 12 грудня 2021.
З 13 грудня 2021 року з розкладу прибрали зупинку в Арцизі.
З 20 грудня 2021 року додано зупинки на станціях Арциз та Аліяга, відправлення з Ізмаїла перенесене на 7:24 (прибуття до Ізмаїла о 23:30), а прибуття на станцію Одеса-Головна — на 11:41 (відправлення з Одеси-Головної о 19:14). Час у дорозі становитиме 4:16, 4:17.  
З 21 лютого 2022 року поїзд був переведений із розряду "прискорений приміський" на "регіональний". Також номер змінений на № 802/804. При прямуванні до Одеси — зупинка у Давлет-Агачі; також скасовуються рейси у середу зі станції Одеса-Головна та у четвер зі станції Ізмаїл. Додатково було відкрито онлайн-продаж квитків.  
З 24 лютого 2022 року у зв'язку з початком російського вторгнення в Україну та обстрілами моста у Затоці маршрут був тимчасово скасований.    

## Інформація про курсування
Поїзд № 802-804  сполученням Ізмаїл-Одеса-Головна курсує щоденно, крім середи із станції Одеса-Головна та у четвер зі станції Ізмаїл Експлуатант — Одеська залізниця. 
Розклад руху потягу на лютий 2022 рік (вказано за місцевим часом):
| Час прибуття | Зупинка | Час відправлення | Станція                | Час прибуття | Зупинка | Час відправлення |
| ------------ | ------- | ---------------- | ---------------------- | ------------ | ------- | ---------------- |
| -            | -       | 7:24             | Ізмаїл                 | 23:30        | -       | -                |
| 8:15         | 1       | 8:16             | Дзинілор               | 22:38        | 1       | 22:39            |
| 8:34         | 5       | 8:39             | Аліяга                 | -            | -       | -                |
| 8:47         | 1       | 8:48             | Главані                | 22:13        | 1       | 22:14            |
| 8:56         | 1       | 8:57             | Давлет-Агач            | -            | -       | -                |
| 9:12         | 1       | 9:13             | Арциз                  | 21:48        | 1       | 21:49            |
| 9:35         | 1       | 9:36             | Сарата                 | 21:18        | 8       | 21:26            |
| 9:54         | 1       | 9:55             | Кулевча                | 20:59        | 1       | 21:00            |
| 10:26        | 1       | 10:27            | Білгород-Дністровський | 20:28        | 1       | 20:29            |
| 11:41        | -       |                  | Одеса-Головна          |              | -       | 19:14            |

Актуальний розклад руху вказано у розділі «Розклад руху призначених поїздів» на офіційному вебсайті «Укрзалізниці».

## Склад потяга
Регіональний дизель-поїзд №802-804 «Дунайський експрес» Ізмаїл — Одеса належить до моторвагонного депо РПЧ-9 станції Одеса-Застава I.
Потяг складається із 3 вагонів:
- 1 вагон — 51 місце
- 2 вагон — 61 місце
- 3 вагон — 58 місць

## Події
3 грудня 2021 року невідомі особи пошкодили «Дунайський експрес» Одеса — Ізмаїл. Відеореєстратор зафіксував, як група підлітків в Одесі, поблизу Іванківського шляхопроводу, обкидала абсолютно новий дизель-поїзд камінням. Внаслідок хуліганських дій пошкоджено вікно вхідних дверей поїзда.